# RasenBallsport Leipzig 2021-2022
Questa voce raccoglie le informazioni riguardanti il RasenBallsport Leipzig nelle competizioni ufficiali della stagione 2021-2022.

## Maglie e sponsor
Lo sponsor tecnico per la stagione 2021-2022 è Nike.
| Casa | Trasferta | Terza divisa |

## Rosa
| N. |                        | Ruolo | Calciatore         |
| -- | ---------------------- | ----- | ------------------ |
| 1  | Ungheria (bandiera)    | P     | Péter Gulácsi      |
| 2  | Francia (bandiera)     | D     | Mohamed Simakan    |
| 3  | Spagna (bandiera)      | D     | Angeliño           |
| 4  | Ungheria (bandiera)    | D     | Willi Orbán        |
| 8  | Mali (bandiera)        | C     | Amadou Haidara     |
| 9  | Danimarca (bandiera)   | A     | Yussuf Poulsen     |
| 10 | Svezia (bandiera)      | C     | Emil Forsberg      |
| 13 | Germania (bandiera)    | P     | Philipp Tschauner  |
| 14 | Stati Uniti (bandiera) | C     | Tyler Adams        |
| 16 | Germania (bandiera)    | D     | Lukas Klostermann  |
| 17 | Ungheria (bandiera)    | C     | Dominik Szoboszlai |
| 18 | Francia (bandiera)     | C     | Christopher Nkunku |
| 21 | Paesi Bassi (bandiera) | A     | Brian Brobbey      |
| 22 | Francia (bandiera)     | D     | Nordi Mukiele      |

| N. |                        | Ruolo | Calciatore         |
| -- | ---------------------- | ----- | ------------------ |
| 23 | Germania (bandiera)    | D     | Marcel Halstenberg |
| 25 | Spagna (bandiera)      | C     | Dani Olmo          |
| 26 | Guinea (bandiera)      | C     | Ilaix Moriba       |
| 27 | Austria (bandiera)     | C     | Konrad Laimer      |
| 31 | Spagna (bandiera)      | P     | Josep Martínez     |
| 32 | Croazia (bandiera)     | D     | Joško Gvardiol     |
| 33 | Portogallo (bandiera)  | A     | André Silva        |
| 35 | Paesi Bassi (bandiera) | D     | Solomon Bonnah     |
| 37 | Germania (bandiera)    | C     | Lars Raebiger      |
| 38 | Spagna (bandiera)      | A     | Hugo Novoa         |
| 39 | Germania (bandiera)    | D     | Benjamin Henrichs  |
| 44 | Slovenia (bandiera)    | C     | Kevin Kampl        |
| 47 | Germania (bandiera)    | C     | Josha Wosz         |

## Calciomercato

### Sessione estiva
| Acquisti | Acquisti          | Acquisti              | Acquisti                |
| R.       | Nome              | da                    | Modalità                |
| -------- | ----------------- | --------------------- | ----------------------- |
| D        | Angeliño          | Manchester City       | definitivo (18 mln €)   |
| D        | Joško Gvardiol    | Dinamo Zagabria       | definitivo (18,8 mln €) |
| D        | Benjamin Henrichs | Monaco                | definitivo (15 mln €)   |
| D        | Marcelo Saracchi  | Galatasaray           | fine prestito           |
| D        | Mohamed Simakan   | Strasburgo            | definitivo (15 mln €)   |
| C        | Caden Clark       | N.Y. Red Bulls        | definitivo (1,8 mln €)  |
| C        | Ilaix Moriba      | Barcellona            | definitivo (16 mln €)   |
| C        | Hannes Wolf       | Borussia M'gladbach   | fine prestito           |
| A        | Brian Brobbey     | Ajax                  | svincolato              |
| A        | Ademola Lookman   | Fulham                | fine prestito           |
| A        | André Silva       | Eintracht Francoforte | definitivo (20 mln €)   |

| Cessioni | Cessioni          | Cessioni            | Cessioni                |
| R.       | Nome              | da                  | Modalità                |
| -------- | ----------------- | ------------------- | ----------------------- |
| D        | Ibrahima Konaté   | Liverpool           | definitivo (40 mln €)   |
| D        | Dayot Upamecano   | Bayern Monaco       | definitivo (42,5 mln €) |
| C        | Caden Clark       | N.Y. Red Bulls      | prestito                |
| C        | Hannes Wolf       | Borussia M'gladbach | definitivo (9,5 mln €)  |
| C        | Marcel Sabitzer   | Bayern Monaco       | definitivo (15 mln €)   |
| C        | Lazar Samardžić   | Udinese             | definitivo (3 mln €)    |
| A        | Fabrice Hartmann  | Paderborn           | prestito                |
| A        | Hwang Hee-chan    | Wolverhampton       | prestito                |
| A        | Justin Kluivert   | Roma                | fine prestito           |
| A        | Alexander Sørloth | Real Sociedad       | prestito                |

### Sessione invernale
| Acquisti | Acquisti       | Acquisti       | Acquisti      |
| R.       | Nome           | da             | Modalità      |
| -------- | -------------- | -------------- | ------------- |
| D        | Luan Cândido   | RB Bragantino  | fine prestito |
| C        | Caden Clark    | N.Y. Red Bulls | fine prestito |
| A        | Hwang Hee-chan | Wolverhampton  | fine prestito |

| Cessioni | Cessioni         | Cessioni       | Cessioni               |
| R.       | Nome             | da             | Modalità               |
| -------- | ---------------- | -------------- | ---------------------- |
| D        | Luan Cândido     | RB Bragantino  | definitivo (1,5 mln €) |
| D        | Marcelo Saracchi |                | svincolato             |
| C        | Caden Clark      | N.Y. Red Bulls | prestito               |
| A        | Brian Brobbey    | Ajax           | prestito               |
| A        | Hwang Hee-chan   | Wolverhampton  | definitivo             |

## Risultati

### Bundesliga

#### Girone d'andata
| Arbitro: | Siebert |

|              |           |  |
| Niakhaté 12’ | Marcatori |  |

| Arbitro: | Badstübner |

|                                                   |           |  |
| Szoboszlai 38’, 52’ Forsberg 46’ Silva 65’ (rig.) | Marcatori |  |

| Arbitro: | Stieler |

|                |           |  |
| Roussillon 52’ | Marcatori |  |

| Arbitro: | Aytekin |

|            |           |                                                                 |
| Laimer 58’ | Marcatori | 12’ (rig.) Lewandowski 47’ Musiala 54’ Sané 90+2’ Choupo-Moting |

| Arbitro: | Brych |

|             |           |             |
| Modeste 53’ | Marcatori | 71’ Haidara |

| Arbitro: | Stegemann |

|                                                                           |           |  |
| Nkunku 15’, 70’ Poulsen 23’ Mukiele 45+3’ Forsberg 60’ (rig.) Haidara 77’ | Marcatori |  |

| Arbitro: | Hartmann |

|                           |           |  |
| Silva 69’ Nkunku 73’, 78’ | Marcatori |  |

| Arbitro: | Siebert |

|           |           |                     |
| Jeong 63’ | Marcatori | 32’ (rig.) Forsberg |

| Arbitro: | Dingert |

|                                                          |           |                   |
| Poulsen 46’ Forsberg 53’ (rig.) Szoboszlai 65’ Novoa 88’ | Marcatori | 45’ (rig.) Hrgota |

| Arbitro: | Schlager |

|            |           |             |
| Tuta 90+4’ | Marcatori | 35’ Poulsen |

| Arbitro: | Zwayer |

|                        |           |          |
| Nkunku 29’ Poulsen 68’ | Marcatori | 52’ Reus |

| Arbitro: | Welz |

|                           |           |  |
| Samassékou 12’ Dabbur 68’ | Marcatori |  |

| Arbitro: | Cortus |

|           |           |                                  |
| Silva 62’ | Marcatori | 21’ Wirtz 34’ Diaby 64’ Frimpong |

| Arbitro: | Osmers |

|                          |           |            |
| Awoniyi 6’ Baumgartl 57’ | Marcatori | 13’ Nkunku |

| Arbitro: | Dankert |

|                                                    |           |                |
| Gvardiol 21’ Silva 32’ Nkunku 90+1’ Henrichs 90+4’ | Marcatori | 88’ Bensebaini |

| Arbitro: | Badstübner |

|                      |           |           |
| Caligiuri 86’ (rig.) | Marcatori | 19’ Silva |

| Arbitro: | Willenborg |

|  |           |                       |
|  | Marcatori | 57’ Serra 75’ Okugawa |

#### Girone di ritorno
| Arbitro: | Aytekin |

|                                                 |           |         |
| Silva 21’ (rig.), 61’ Szoboszlai 47’ Nkunku 58’ | Marcatori | 57’ Lee |

| Arbitro: | Schlager |

|  |           |                             |
|  | Marcatori | 11’ (rig.) Silva 70’ Nkunku |

| Arbitro: | Siebert |

|                        |           |  |
| Orban 76’ Gvardiol 84’ | Marcatori |  |

| Arbitro: | Jablonski |

|                                                |           |                      |
| Müller 12’ Lewandowski 44’ Gvardiol 58’ (aut.) | Marcatori | 27’ Silva 53’ Nkunku |

| Arbitro: | Badstübner |

|                                  |           |                |
| Nkunku 25’ Olmo 54’ Angeliño 57’ | Marcatori | 90+1’ Lemperle |

| Arbitro: | Ittrich |

|             |           |                                                                      |
| Jovetić 48’ | Marcatori | 20’ Henrichs 64’ (rig.), 67’ Nkunku 74’ Olmo 81’ Haidara 88’ Poulsen |

| Arbitro: | Brych |

|  |           |            |
|  | Marcatori | 82’ Nkunku |

| Arbitro: | Zwayer |

|              |           |               |
| Angeliño 90’ | Marcatori | 38’ Demirović |

| Arbitro: | Jablonski |

|             |           |                                                                       |
| Leweling 4’ | Marcatori | 17’ Silva 32’ Forsberg 34’ Laimer 45’ Henrichs 58’ Simakan 69’ Nkunku |

| Lipsia 20 marzo 2022, ore 15:30 CET 27ª giornata | RB Lipsia | 0 – 0 referto | Eintracht Francoforte | Red Bull Arena (43 058 spett.)\| Arbitro: \| Dingert \| |
| Arbitro:                                         | Dingert   |               |                       |                                                         |

| Arbitro: | Fritz |

|           |           |                                     |
| Malen 84’ | Marcatori | 21’, 30’ Laimer 57’ Nkunku 86’ Olmo |

| Arbitro: | Dankert |

|                                          |           |  |
| Nkunku 5’ Halstenberg 20’ Szoboszlai 44’ | Marcatori |  |

| Arbitro: | Siebert |

|  |           |                |
|  | Marcatori | 69’ Szoboszlai |

| Arbitro: | Schlager |

|             |           |                        |
| Poulsen 46’ | Marcatori | 86’ Michel 89’ Behrens |

| Arbitro: | Petersen |

|                               |           |            |
| Embolo 17’ Hofmann 45+2’, 77’ | Marcatori | 36’ Nkunku |

| Arbitro: | Dankert |

|                                        |           |  |
| Silva 40’ Nkunku 48’, 57’ Forsberg 64’ | Marcatori |  |

| Arbitro: | Siebert |

|           |           |             |
| Serra 70’ | Marcatori | Orban 90+3’ |

### Coppa di Germania
| Arbitro: | Schlager |

|  |           |                                                 |
|  | Marcatori | 19’ Orban 45’ Haidara 60’ Nkunku 81’ Szoboszlai |

| Arbitro: | Cortus |

|  |           |                |
|  | Marcatori | 45’ Szoboszlai |

| Arbitro: | Jablonski |

|                     |           |  |
| Poulsen 6’ Olmo 82’ | Marcatori |  |

| Arbitro: | Fritz |

|  |           |                                      |
|  | Marcatori | 17’, 22’ Nkunku 67’ Laimer 73’ Silva |

| Arbitro: | Brych |

|                                 |           |            |
| Silva 61’ (rig.) Forsberg 90+2’ | Marcatori | 25’ Becker |

| Berlino 21 maggio 2022, ore 20:00 CEST Finale | Friburgo | – referto | RB Lipsia | Olympiastadion |

### Champions League

#### Fase a gironi
| Arbitro: | Gözübüyük |

|                                                                                   |           |                      |
| Aké 16’ Mukiele 27’ (aut.) Mahrez 45+2’ (rig.) Grealish 56’ Cancelo 75’ Jesus 85’ | Marcatori | 42’, 51’, 73’ Nkunku |

| Arbitro: | Vinčić |

|           |           |                      |
| Nkunku 5’ | Marcatori | 22’ Vanaken 41’ Rits |

| Arbitro: | Guida |

|                                 |           |                       |
| Mbappé 9’ Messi 67’, 74’ (rig.) | Marcatori | 28’ Silva 57’ Mukiele |

| Arbitro: | Ekberg |

|                                   |           |                    |
| Nkunku 8’ Szoboszlai 90+2’ (rig.) | Marcatori | 21’, 39’ Wijnaldum |

| Arbitro: | Massa |

|  |           |                                                        |
|  | Marcatori | 12’, 90+3’ Nkunku 17’ (rig.), 45+1’ Forsberg 26’ Silva |

| Arbitro: | Schärer |

|                          |           |            |
| Szoboszlai 24’ Silva 71’ | Marcatori | 76’ Mahrez |

### Europa League

#### Fase a eliminazione diretta
| Arbitro: | Çakır |

|                                |           |                                    |
| Nkunku 30’ Forsberg 82’ (rig.) | Marcatori | 8’ Le Normand 64’ (rig.) Oyarzabal |

| Arbitro: | Taylor |

|               |           |                                         |
| Zubimendi 67’ | Marcatori | 39’ Orban 59’ Silva 89’ (rig.) Forsberg |

| Lipsia 10 marzo 2022 Ottavi di finale - Andata | RB Lipsia | – Partita annullata | Spartak Mosca | Red Bull Arena |

| Mosca 17 marzo 2022 Ottavi di finale - Ritorno | Spartak Mosca | – Partita annullata | RB Lipsia | Otkrytie Arena |

| Arbitro: | Oliver |

|                       |           |            |
| Zappacosta 58’ (aut.) | Marcatori | 17’ Muriel |

| Arbitro: | Mateu Lahoz |

|  |           |                        |
|  | Marcatori | 18’, 87’ (rig.) Nkunku |

| Arbitro: | Bastien |

|              |           |  |
| Angeliño 85’ | Marcatori |  |

| Arbitro: | Artur Soares Dias |

|                                        |           |            |
| Tavernier 19’ Kamara 24’ Lundstram 81’ | Marcatori | 71’ Nkunku |

## Statistiche

### Statistiche di squadra
| Competizione      | Punti | In casa | In casa | In casa | In casa | In casa | In casa | In trasferta | In trasferta | In trasferta | In trasferta | In trasferta | In trasferta | Totale | Totale | Totale | Totale | Totale | Totale | D.R. |
| Competizione      | Punti | G       | V       | N       | P       | Gf      | Gs      | G            | V            | N            | P            | Gf           | Gs           | G      | V      | N      | P      | Gf     | Gs     | D.R. |
| ----------------- | ----- | ------- | ------- | ------- | ------- | ------- | ------- | ------------ | ------------ | ------------ | ------------ | ------------ | ------------ | ------ | ------ | ------ | ------ | ------ | ------ | ---- |
| Bundesliga        | 57    | 17      | 11      | 2       | 4       | 43      | 17      | 17           | 6            | 4            | 7            | 28           | 20           | 34     | 17     | 6      | 11     | 71     | 37     | +34  |
| Coppa di Germania |       | 2       | 2       | 0       | 0       | 4       | 1       | 3            | 3            | 0            | 0            | 9            | 0            | 6      | 5      | 1      | 0      | 14     | 2      | +12  |
| Champions League  | 7     | 3       | 1       | 1       | 1       | 5       | 5       | 3            | 1            | 0            | 2            | 10           | 9            | 6      | 2      | 1      | 3      | 15     | 14     | +1   |
| Europa League     |       | 3       | 1       | 2       | 0       | 4       | 3       | 3            | 2            | 0            | 1            | 6            | 4            | 6      | 3      | 2      | 1      | 10     | 7      | +3   |
| Totale            |       | 25      | 15      | 5       | 5       | 56      | 26      | 26           | 12           | 4            | 10           | 53           | 33           | 52     | 27     | 10     | 15     | 110    | 60     | +50  |

### Andamento in campionato
| Giornata  | 1  | 2 | 3  | 4  | 5  | 6  | 7 | 8 | 9 | 10 | 11 | 12 | 13 | 14 | 15 | 16 | 17 | 18 | 19 | 20 | 21 | 22 | 23 | 24 | 25 | 26 | 27 | 28 | 29 | 30 | 31 | 32 | 33 | 34 |
| --------- | -- | - | -- | -- | -- | -- | - | - | - | -- | -- | -- | -- | -- | -- | -- | -- | -- | -- | -- | -- | -- | -- | -- | -- | -- | -- | -- | -- | -- | -- | -- | -- | -- |
| Luogo     | T  | C | T  | C  | T  | C  | C | T | C | T  | C  | T  | C  | T  | C  | T  | C  | C  | T  | C  | T  | C  | T  | T  | C  | T  | C  | T  | C  | T  | C  | T  | C  | T  |
| Risultato | P  | V | P  | P  | N  | V  | V | N | V | N  | V  | P  | P  | P  | V  | N  | P  | V  | V  | V  | P  | V  | V  | V  | N  | V  | N  | V  | V  | V  | P  | P  | V  | N  |
| Posizione | 14 | 8 | 10 | 12 | 12 | 10 | 8 | 8 | 6 | 8  | 5  | 7  | 8  | 11 | 7  | 9  | 10 | 9  | 7  | 6  | 7  | 4  | 4  | 4  | 5  | 4  | 4  | 4  | 4  | 3  | 4  | 5  | 4  | 4  |

Legenda:

Luogo: C = Casa; T = Trasferta. Risultato: V = Vittoria; N = Pareggio; P = Sconfitta.